# Vania King
Vania King (Chinees: 金久慈) (Monterey Park, 3 februari 1989) is een voormalig tennisspeelster uit de Verenigde Staten van Amerika. Haar ouders zijn Taiwanese immigranten die in 1982 naar de VS kwamen. Zij tennist sinds zij vier jaar is. Zij speelt rechtshandig en heeft een tweehandige backhand. Zij was actief in het internationale tennis van 2003 tot in 2021.

## Loopbaan
In 2006 trad King toe tot het professionele circuit. In het enkelspel won zij één WTA-titel, op het toernooi van Bangkok in 2006. Daarnaast stond zij nog twee keer in een WTA-finale, eenmaal op het toernooi van Guangzhou in 2013 en andermaal op het toernooi van Nanchang in 2016.
King behaalde in het dubbelspel betere resultaten dan in het enkelspel. Zij stond voor het eerst in een WTA-finale in 2006, samen met Jelena Kostanić, op het toernooi van Guangzhou. Een week later won zij haar eerste WTA-titel, met dezelfde partner, op het toernooi van Japan. In totaal won zij vijftien WTA-toernooien, waaronder twee grandslamtitels: op Wimbledon 2010 en op het US Open 2010, beide met Jaroslava Sjvedova.
In het gemengd dubbelspel bereikte zij één keer de finale, op Roland Garros in 2009, met Marcelo Melo aan haar zijde.
Haar hoogste notering op de WTA-ranglijst (dubbelspel) is de derde plaats, die zij bereikte in juni 2011. In het enkelspel bereikte zij de 50e plaats, in november 2006.
In de periode 2006–2011 maakte King deel uit van het Amerikaanse Fed Cup-team – zij behaalde daar een winst/verlies-balans van 5–7. In 2009 speelde zij in de finale van de Wereldgroep I – het team verloor van de Italiaanse dames.

## Posities op deWTA-ranglijst
Positie per einde seizoen:
| jaar | rang enkelspel | rang dubbelspel |
| ---- | -------------- | --------------- |
| 2004 | 825            | 636             |
| 2005 | 202            | 357             |
| 2006 | 50             | 59              |
| 2007 | 107            | 27              |
| 2008 | 129            | 34              |
| 2009 | 79             | 32              |
| 2010 | 86             | 4               |
| 2011 | 76             | 6               |
| 2012 | 70             | 22              |
| 2013 | 84             | 51              |
| 2014 | 112            | 77              |
| 2015 | 466            | 275             |
| 2016 | 79             | 23              |
| 2017 | 487            | 92              |
| 2018 | 380            | 36              |
| 2019 | –              | 80              |
| 2020 | –              | 84              |
| 2021 | –              | 337             |

## Palmares
| Legenda                | Legenda                  |
| ---------------------- | ------------------------ |
| Grandslamtoernooi      |                          |
| Olympische Spelen      |                          |
| Year-End Championships |                          |
| tot 2009               | 2009 – 2020 / vanaf 2021 |
| Tier I                 | Premier Mandatory        |
| Tier II                | Premier Five / WTA 1000  |
| Tier III               | Premier / WTA 500        |
| Tier IV & V            | International / WTA 250  |
|                        | Challenger / WTA 125     |

### WTA-finaleplaatsen enkelspel
| nr.              | finale     | toernooi      | ondergrond | tegenstandster      | score         |         |
| ---------------- | ---------- | ------------- | ---------- | ------------------- | ------------- | ------- |
| gewonnen finales |            |               |            |                     |               |         |
| 1.               | 2006-10-15 | WTA Bangkok   | hardcourt  | Tamarine Tanasugarn | 2-6, 6-4, 6-4 | details |
| verloren finales |            |               |            |                     |               |         |
| 1.               | 2013-09-21 | WTA Guangzhou | hardcourt  | Zhang Shuai         | 6-7, 1-6      | details |
| 2.               | 2016-08-07 | WTA Nanchang  | hardcourt  | Duan Yingying       | 6-1, 4-6, 2-6 | details |

### WTA-finaleplaatsen vrouwendubbelspel
| nr.              | finale     | toernooi              | ondergrond    | partner                    | tegenstandsters                           | score             |         |
| ---------------- | ---------- | --------------------- | ------------- | -------------------------- | ----------------------------------------- | ----------------- | ------- |
| gewonnen finales |            |                       |               |                            |                                           |                   |         |
| 01.              | 2006-10-08 | WTA Japan (Tokio)     | hardcourt     | Jelena Kostanić            | Chan Yung-jan Chuang Chia-jung            | 7-6, 5-7, 6-2     | details |
| 02.              | 2006-10-15 | WTA Bangkok           | hardcourt     | Jelena Kostanić            | Mariana Díaz Oliva Natalie Grandin        | 7-5, 2-6, 7-5     | details |
| 03.              | 2007-05-20 | WTA Fez               | gravel        | Sania Mirza                | Andreea Ehritt-Vanc Anastasia Rodionova   | 6-1, 6-2          | details |
| 04.              | 2007-09-23 | WTA Calcutta          | hardcourt (i) | Alla Koedrjavtseva         | Alberta Brianti Marija Koryttseva         | 6-1, 6-4          | details |
| 05.              | 2008-09-21 | WTA Tokio             | hardcourt     | Nadja Petrova              | Lisa Raymond Samantha Stosur              | 6-1, 6-4          | details |
| 06.              | 2008-11-02 | WTA Québec            | tapijt (i)    | Anna-Lena Grönefeld        | Jill Craybas Tamarine Tanasugarn          | 7-6, 6-4          | details |
| 07.              | 2009-01-11 | WTA Brisbane          | hardcourt     | Anna-Lena Grönefeld        | Klaudia Jans Alicja Rosolska              | 3-6, 7-5, [10-5]  | details |
| 08.              | 2009-09-20 | WTA Québec            | tapijt (i)    | Barbora Záhlavová-Strýcová | Sofia Arvidsson Séverine Brémond          | 6-1, 6-3          | details |
| 09.              | 2010-02-20 | WTA Memphis           | hardcourt (i) | Michaëlla Krajicek         | Bethanie Mattek-Sands Meghann Shaughnessy | 7-5, 6-2          | details |
| 10.              | 2010-05-22 | WTA Straatsburg       | gravel        | Alizé Cornet               | Alla Koedrjavtseva Anastasia Rodionova    | 3-6, 6-4, [10-7]  | details |
| 11.              | 2010-07-03 | Wimbledon             | gras          | Jaroslava Sjvedova         | Jelena Vesnina Vera Zvonarjova            | 7-6, 6-2          | details |
| 12.              | 2010-09-11 | US Open               | hardcourt     | Jaroslava Sjvedova         | Liezel Huber Nadja Petrova                | 2-6, 6-4, 7-6     | details |
| 13.              | 2011-08-21 | WTA Cincinnati        | hardcourt     | Jaroslava Sjvedova         | Natalie Grandin Vladimíra Uhlířová        | 6-4, 3-6, [11-9]  | details |
| 14.              | 2011-10-22 | WTA Moskou            | hardcourt (i) | Jaroslava Sjvedova         | Anastasia Rodionova Galina Voskobojeva    | 7-6, 6-3          | details |
| 15.              | 2016-01-09 | WTA Shenzhen          | hardcourt     | Monica Niculescu           | Xu Yifan Zheng Saisai                     | 6-1, 6-4          | details |
| verloren finales |            |                       |               |                            |                                           |                   |         |
| 01.              | 2006-10-01 | WTA Guangzhou         | hardcourt     | Jelena Kostanić            | Li Ting Sun Tiantian                      | 4-6, 6-2, 5-7     | details |
| 02.              | 2007-02-04 | WTA Tokio             | tapijt (i)    | Rennae Stubbs              | Lisa Raymond Samantha Stosur              | 6-7, 6-3, 5-7     | details |
| 03.              | 2007-09-30 | WTA Guangzhou         | hardcourt     | Sun Tiantian               | Peng Shuai Yan Zi                         | 3-6, 4-6          | details |
| 04.              | 2007-10-07 | WTA Japan (Tokio)     | hardcourt     | Chuang Chia-jung           | Sun Tiantian Yan Zi                       | 6-1, 2-6, [6-10]  | details |
| 05.              | 2008-02-10 | WTA Pattaya           | hardcourt     | Hsieh Su-wei               | Chan Yung-jan Chuang Chia-jung            | 4-6, 3-6          | details |
| 06.              | 2010-03-07 | WTA Monterrey         | hardcourt     | Anna-Lena Grönefeld        | Iveta Benešová Barbora Záhlavová-Strýcová | 6-3, 4-6, [8-10]  | details |
| 07.              | 2010-04-18 | WTA Charleston        | gravel        | Michaëlla Krajicek         | Liezel Huber Nadja Petrova                | 3-6, 4-6          | details |
| 08.              | 2010-06-18 | WTA Rosmalen          | gras          | Jaroslava Sjvedova         | Alla Koedrjavtseva Anastasia Rodionova    | 6-3, 3-6, [6-10]  | details |
| 09.              | 2011-03-06 | WTA Monterrey         | hardcourt     | Anna-Lena Grönefeld        | Iveta Benešová Barbora Záhlavová-Strýcová | 7-6, 2-6, [6-10]  | details |
| 10.              | 2011-05-15 | WTA Rome              | gravel        | Jaroslava Sjvedova         | Peng Shuai Zheng Jie                      | 2-6, 3-6          | details |
| 11.              | 2011-09-11 | US Open               | hardcourt     | Jaroslava Sjvedova         | Liezel Huber Lisa Raymond                 | 6-4, 6-7, 6-7     | details |
| 12.              | 2011-10-16 | WTA Japan (Osaka)     | hardcourt     | Jaroslava Sjvedova         | Kimiko Date-Krumm Zhang Shuai             | 5-7, 6-3, [9-11]  | details |
| 13.              | 2012-07-15 | WTA Stanford          | hardcourt     | Jarmila Gajdošová          | Marina Erakovic Heather Watson            | 5-7, 6-7          | details |
| 14.              | 2012-07-22 | WTA Carlsbad          | hardcourt     | Nadja Petrova              | Raquel Kops-Jones Abigail Spears          | 2-6, 4-6          | details |
| 15.              | 2012-09-23 | WTA Seoel             | hardcourt     | Akgul Amanmuradova         | Raquel Kops-Jones Abigail Spears          | 6-2, 2-6, [8-10]  | details |
| 16.              | 2013-09-21 | WTA Guangzhou         | hardcourt     | Galina Voskobojeva         | Hsieh Su-wei Peng Shuai                   | 3-6, 6-4, [10-12] | details |
| 17.              | 2014-04-13 | WTA Bogota            | gravel        | Chanelle Scheepers         | Lara Arruabarrena Caroline Garcia         | 6-7, 4-6          | details |
| 18.              | 2016-06-19 | WTA Birmingham        | gras          | Alla Koedrjavtseva         | Karolína Plíšková Barbora Strýcová        | 3-6, 6-7          | details |
| 19.              | 2018-03-03 | WTA Indian Wells 125K | hardcourt     | Jennifer Brady             | Taylor Townsend Yanina Wickmayer          | 4-6, 4-6          | details |

### Finaleplaatsen gemengd dubbelspel
| nr.              | finale     | toernooi      | ondergrond | partner      | tegenstanders          | score            |         |
| ---------------- | ---------- | ------------- | ---------- | ------------ | ---------------------- | ---------------- | ------- |
| gewonnen finales |            |               |            |              |                        |                  |         |
| geen             |            |               |            |              |                        |                  |         |
| verloren finales |            |               |            |              |                        |                  |         |
| 1.               | 2009-06-05 | Roland Garros | gravel     | Marcelo Melo | Liezel Huber Bob Bryan | 7-5, 6-7, [7-10] | details |

## Resultaten grandslamtoernooien
| Legenda | Legenda                          |
| ------- | -------------------------------- |
| g.t.    | geen toernooi gehouden           |
| l.c.    | lagere categorie                 |
| –       | niet deelgenomen                 |
| G       | uitgeschakeld in de groepsfase   |
| 1R      | uitgeschakeld in de eerste ronde |
| 2R      | uitgeschakeld in de tweede ronde |
| 3R      | uitgeschakeld in de derde ronde  |
| 4R      | uitgeschakeld in de vierde ronde |
| KF      | uitgeschakeld in de kwartfinale  |
| HF      | uitgeschakeld in de halve finale |
| F       | de finale verloren               |
| W       | het toernooi gewonnen            |
| w-v     | winst/verlies-balans             |

### Enkelspel
| toernooi        | 2005 | 2006 | 2007 | 2008 | 2009 | 2010 | 2011 | 2012 | 2013 | 2014 | 2015 | 2016 | 2017 | 2018 |
| --------------- | ---- | ---- | ---- | ---- | ---- | ---- | ---- | ---- | ---- | ---- | ---- | ---- | ---- | ---- |
| Australian Open | –    | –    | 1R   | 1R   | –    | 2R   | 2R   | 3R   | 1R   | 1R   | –    | 2R   | 1R   | –    |
| Roland Garros   | –    | 1R   | 1R   | 2R   | –    | 1R   | 3R   | 2R   | 2R   | 1R   | –    | –    | –    | 1R   |
| Wimbledon       | –    | 2R   | 1R   | 1R   | 2R   | 1R   | 1R   | 1R   | 1R   | 1R   | –    | –    | –    | –    |
| US Open         | 2R   | 2R   | 1R   | 1R   | 3R   | 2R   | 3R   | 1R   | 1R   | 2R   | 1R   | 2R   | –    | 2R   |

### Vrouwendubbelspel
| toernooi        | 2005 | 2006 | 2007 | 2008 | 2009 | 2010 | 2011 | 2012 | 2013 | 2014 | 2015 | 2016 | 2017 | 2018 | 2019 | 2020 |
| --------------- | ---- | ---- | ---- | ---- | ---- | ---- | ---- | ---- | ---- | ---- | ---- | ---- | ---- | ---- | ---- | ---- |
| Australian Open | –    | –    | 2R   | 1R   | 1R   | 2R   | 1R   | KF   | 1R   | 2R   | –    | KF   | 3R   | KF   | 1R   | 1R   |
| Roland Garros   | –    | 1R   | 1R   | 1R   | 3R   | 2R   | HF   | KF   | 3R   | 1R   | –    | 1R   | –    | 3R   | –    | –    |
| Wimbledon       | –    | 1R   | 1R   | 3R   | KF   | W    | 2R   | 1R   | 3R   | 1R   | –    | 2R   | –    | 3R   | –    | g.t. |
| US Open         | 1R   | 2R   | 3R   | 1R   | 3R   | W    | F    | 3R   | 2R   | 3R   | 2R   | 3R   | –    | 1R   | HF   | –    |

### Gemengd dubbelspel
| Australian Open | –  | –  | –  | 1R | –  | –  | 1R | 1R | –  | 1R | 2R | 1-5 |
| Roland Garros   | –  | –  | 1R | –  | F  | HF | 1R | –  | –  | –  | 2R | 8-5 |
| Wimbledon       | –  | –  | 2R | 1R | 1R | 1R | 1R | –  | 2R | –  | 1R | 2-7 |
| US Open         | 1R | KF | 2R | –  | 1R | 1R | 1R | –  | –  | –  | 1R | 3-7 |